# DM i ishockey 1954-55
Danmarksmesterskabet i ishockey 1954-55 var det første DM i ishockey. Mesterskabet blev arrangeret af Danmarks Ishockey Union og havde deltagelse af tre klubber: de jyske mestre fra Silkeborg Skøjteløberforening samt de to sjællandske hold Rungsted Ishockey Klub og Kjøbenhavns Skøjteløberforening (KSF).
Silkeborg SF havde kvalificeret sig til finalestævnet ved at vinde det jyske mesterskab i ishockey efter sejre over Horsens SF på 2-1 (efter forlænget spilletid) i semifinalen og 6-2 over Esbjerg SK i finalen, der blev afviklet i Silkeborg lørdag den 19. februar 1955, altså dagen inden DM-finalestævnet.
DM-turneringen blev afviklet på én dag, søndag den 20. februar 1955, hvor første kamp, Silkeborg – Rungsted, blev afviklet om formiddagen på Bolbroengen i Rungsted. Efter frokost fortsatte stævnet i København, hvor de to sidste opgør blev spillet på Peblingesøen.
Mesterskabet blev vundet af Rungsted IK, som i den afgørende kamp vandt 5-2 over KSF. Bronzemedaljerne gik til Silkeborg SF, som tabte begge sine kampe mod de sjællandske modstandere.

## Resultater

### Finalestævne
| Dato        | Kl.   | Kamp                 | Res.  | Perioder       | Spillested              |
| ----------- | ----- | -------------------- | ----- | -------------- | ----------------------- |
| 20. februar | 10:00 | Rungsted - Silkeborg | 14–61 |                | Bolbroengen, Rungsted   |
| 20. februar | 14:30 | KSF - Silkeborg      | 18–01 | 3-0, 10-0, 5-0 | Peblingesøen, København |
| 20. februar | 19:30 | KSF - Rungsted       | 2–5   | 2-1, 0-1, 0-3  | Peblingesøen, København |

| Plac.  | Hold         | Kampe | Mål   | Point |
| ------ | ------------ | ----- | ----- | ----- |
| Guld   | Rungsted IK  | 2     | 19-70 | 4     |
| Sølv   | KSF          | 2     | 20-50 | 2     |
| Bronze | Silkeborg SF | 2     | 06-32 | 0     |

## Spillere
Rungsted Ishockey Klubs mesterhold bestod af følgende spillere:
- Leif Johnsen (målmand)
- Svend Bagge
- Otto Holten Møller
- Einar Nielsen
- Ole Nielsen
- Poul Nielsen
- Aage Nielsen
- Ole Rasmussen
- Frede Sørensen
- Peter Toksvig